# Ga La Khê (đường sắt Bắc Nam)
Ga La Khê là một nhà ga xe lửa tại xã Hương Hóa, huyện Tuyên Hóa, tỉnh Quảng Bình. Nhà ga là một điểm trên tuyến đường sắt Bắc Nam, nằm giữa ga Phúc Trạch (huyện Hương Khê, tỉnh Hà Tĩnh) và ga Tân Ấp. Lý trình ga: Km 404 + 350.

## Các tuyến
- Đường sắt Bắc Nam

| Ga trước Phúc Trạch | Đường sắt Việt Nam Đường sắt Bắc Nam | Ga sau Tân Ấp |